# 异形4：浴火重生
《異形4：浴火重生》（英語：Alien Resurrection）是1997年的一部美国科幻恐怖片，为《異形系列》的第四部电影作品。與前三部一样，雪歌妮·薇佛继续担纲主演。本片由法国导演尚-皮耶·居內执导。

## 劇情
2379年，在上一部《异形3》中的故事200年後，死去的艾倫·蕾普利被军方和一群疯狂的科学家复制出来，并成功地从其腹中取出了一具异形。而蕾普利的基因中也含有异形的基因，使她变得更加强壮。但是异形超强的繁殖能力和生长速度以及超乎想象的智慧，讓局势很快失去控制。异形逃出豢养它们的牢笼，在太空船上大开杀戒。为了不让这些嗜血成性的生物来到地球上，蕾普利必须设法杀死自己的「骨肉」。一个叫安娜莉·高爾的年轻女子帮助她克服母亲恋子之情，将人类与异形的混合复制生物Newborn的唯一幼体赶在飞船回到地球之前杀死。回到地球上，她们和另外两名男幸存者发现，地球早已毁于战乱。（由于导演是法国人，因此这里使用了战火摧毁后的巴黎，尤其是埃菲尔铁塔的遗迹）
注：根据剧情描述，蕾普利曾经的公司－－韋蘭-尤坦尼集團公司已经被沃尔玛收购，并被改造成为研制化学武器的「联军系统（United Systems Military，简称USM）」。因此复制蕾普利的目的是为了从她体中提取异形用以研制化学武器，支援地球上的新的世界大战。

## 角色

### 主要角色
| 演員                          | 角色                        | 備註 |
| 雪歌妮·薇佛 Sigourney Weaver  | 蕾普利8號 Ripley 8          | 艾倫·蕾普利的複製人 擁有異形皇后DNA 誓要阻止異形侵襲地球                                                          |
| 薇諾娜·瑞德 Winona Ryder      | 安娜莉·高爾 Annalee Call    | 飛船比蒂號的新成員 實為次世代人造人（由人造人所設計的人造人） 得知蕾普利對異形的知識                              |
| 朗·普爾曼 Ron Perlman         | 朗·約拿 Johner              | 飛船比蒂號的僱傭兵 愛捉弄人及天生壞脾氣                                                                           |
| 多米尼克·皮諾 Dominique Pinon | 唐·弗里斯 Dom Vriess        | 飛船比蒂號工程師 截癱需要坐輪椅，但輪椅上的材料大有玄機 與高爾關係密切 與約拿敵對                                 |
| 麥可·溫考特 Michael Wincott   | 法蘭克·伊爾金 Frank Elgyn   | 飛船比蒂號船長 多宗地球綁架案作俑者 到太空艦Auriga把被他綁架的人(冬眠狀態)賣給皮里斯將軍以供實驗用途 與莎布拉相戀 |
| 金·福勞爾 Kim Flower          | 莎布拉·希拉德 Sabra Hillard | 飛船比蒂號的助機師 與伊爾金相戀                                                                                   |
| 蓋瑞·杜爾登 Gary Dourdan      | 蓋瑞·克里斯蒂 Gary Christie | 飛船比蒂號第二指揮者 最後為了弗里斯而死                                                                           |
| 李蘭·奥瑟 Leland Orser        | 賴瑞·普威斯 Larry Purvis    | 早前被比蒂號綁架的人 於冬眠時被殖入異形 最後不屑雷恩博士所為決定使體內異形破出與之同歸於盡                        |

### 太空艦Auriga人員
| 演員                           | 角色                                    | 備註                                                                                                  |
| 丹·哈達亞 Dan Hedaya           | 馬丁·佩雷茲將軍 General Martin Perez    | 太空艦Auriga執行官 企圖複製大批異形作為軍事武器                                                       |
| 雷蒙·克鲁兹 Raymond Cruz       | 文森·迪史蒂法諾 Vincent DiStefano       | 駐守太空艦Auriga的聯合國軍人 異形事件爆發後與蕾普利一夥人逃走                                         |
| J·E·費里曼 J.E. Freeman        | 梅森·雷恩博士 Dr. Mason Wren            | 到太空艦Auriga的科學家 參與監督複製蕾普利實驗及異形研究工作 異形事件爆發後與雷普利一夥人逃走 為人陰險 |
| 布拉德·道里夫 Brad Dourif      | 強納森·蓋迪曼博士 Dr. Jonathan Gediman  | 到太空艦Auriga的狂人研究員 參與監督複製蕾普利實驗及異形研究的工作                                     |
| 卡洛琳·坎貝爾 Carolyn Campbell | 卡洛琳·威廉森醫生 Dr. Carlyn Williamson | 駐守太空艦Auriga的麻醉師 負責親自監督複製蕾普利的工作                                                 |
| 大衛·聖詹姆斯 David St. James  | 史普雷格醫生 Dr. Sprague                | 太空艦Auriga的外科醫生                                                                                |

### 其他角色
| 演員                                                   | 角色                         | 備註                 |
| 羅尼·米契 Rodney Mitchell                              | 士兵                         | 戴上手套             |
| 勞勃·法爾蒂斯科 Robert Faltisco                        | 士兵                         | 頭部被槍殺           |
| 大衛·羅威 David Rowe                                   | 士兵                         | 被急凍，肢體斷裂而死 |
| 蓋瑞·豪斯 Garrett House                                | 士兵                         |                      |
| 羅德·丹默 Rod Damer                                    | 士兵                         |                      |
| 馬克·曼斯菲爾德 Mark Mansfield                         | 士兵                         |                      |
| 丹尼爾·雷蒙特 Daniel Raymont                           | 士兵                         |                      |
| 克里斯·丹努吉歐 Cris D'Annunzio (字幕顯示為Chip Nuzzo) | 士兵                         |                      |
| 布萊德·馬丁 Brad Martin                                | 士兵                         |                      |
| 艾迪·楊西克 Eddie Yansick                              | 士兵                         | 打暈蕾普利           |
| 勞勃·巴斯滕 Robert Bastens                             | 沉睡者                       |                      |
| 利可·布宜諾 Rico Bueno                                 | 沉睡者                       |                      |
| 亞歷克斯·羅爾 Alex Lorre                               | 沉睡者                       |                      |
| 隆納·萊姆薩 Ronald Ramessar (字幕顯示為Ron Ramessar)   | 沉睡者                       |                      |
| 妮可·費羅斯 Nicole Fellows                             | 蕾普利 (年輕版) Young Ripley |                      |

## 製作
本片的主體拍攝於1996年11月18日開始，於洛杉矶進行製作。

## 相關
- 虛構的外星生物 「异形」（Xenomorph），電影《異形》系列中的外星生物。
- 1996年问世的克隆技术成功的实验品多莉羊给了导演启发，使得在前作中死去的蕾普利复活，并且使本片探讨了克隆技术带来的伦理问题。